# Taidong (powiat)
Taidong (chiń. 台東縣; pinyin Táidōng Xiàn; pe̍h-ōe-jī Tâi-tang-kōan) – powiat we wschodniej części Tajwanu. W 2010 roku liczył 230 673 mieszkańców. Siedzibą powiatu jest miasto Taidong.
Symbole powiatu:
- drzewo: cynamonowiec kamforowy
- kwiat: ćmówka

## Podział administracyjny
Powiat Taidong dzieli się na dwa miasta, dwie gminy miejskie i trzynaście gmin:
| Nazwa          | Chiński  | Populacja (2010) | Powierzchnia (km²) |
| -------------- | -------- | ---------------- | ------------------ |
| Miasta         |          |                  |                    |
| Taidong        | 台東市   | 108 870          | 109,7691           |
| Gminy miejskie |          |                  |                    |
| Chenggong      | 成功鎮   | 15 810           | 143,9939           |
| Guanshan       | 關山鎮   | 9715             | 58,7351            |
| Gminy          |          |                  |                    |
| Beinan         | 卑南鄉   | 18 231           | 412,6871           |
| Changbin       | 長濱鄉   | 8291             | 155,1868           |
| Chishang       | 池上鄉   | 9196             | 82,6854            |
| Daren          | 達仁鄉   | 4095             | 306,4454           |
| Dawu           | 大武鄉   | 7012             | 69,1454            |
| Donghe         | 東河鄉   | 9329             | 210,1908           |
| Haiduan        | 海端鄉   | 4510             | 880,0382           |
| Jinfeng        | 金峰鄉   | 3560             | 380,6635           |
| Lan Yu         | 蘭嶼鄉   | 4499             | 48,3892            |
| Lü Dao         | 綠島鄉   | 3358             | 15,0919            |
| Luye           | 鹿野鄉   | 8584             | 89,698             |
| Taimali        | 太麻里鄉 | 12 014           | 96,6523            |
| Yanping        | 延平鄉   | 3599             | 455,8805           |